# Supertaça de Angola
A Supertaça de Angola é um torneio angolano de futebol disputado entre o clube campeão do Girabola e o vencedor da Taça de Angola, os dois principais campeonatos do esporte no país.

## Formato de disputa
A Supertaça é disputada entre o campeão do Girabola e o campeão da Taça de Angola. Caso o mesmo time vença as duas competições, classifica-se o vice-campeão da Taça de Angola. De 1999 a 2013, o torneio foi decidido em jogos de ida e volta. Desde 2014 é realizado em jogo único, com exceção para a edição de 2019. Em caso de empate no tempo normal, joga-se uma prorrogação dividida em dois tempos de quinze minutos. Caso o empate persista, o título é decidido nos pênaltis.

## Estádios
O Estádio da Cidadela é o que mais recebeu jogos da Supertaça, tendo sediado ao menos oito confrontos. Ele é seguido pelo Estádio dos Coqueiros, com seis partidas, e pelo Estádio Nacional da Tundavala, com três.

## Finais
| Ano       | Campeão                | Placar                   | Vice-campeão         | Estádio                                                      | Ref           |
| --------- | ---------------------- | ------------------------ | -------------------- | ------------------------------------------------------------ | ------------- |
| 1985      | Primeiro de Maio       |                          |                      |                                                              |               |
| 1986      | Interclube             |                          |                      |                                                              |               |
| 1987      | Petro de Luanda        |                          |                      |                                                              |               |
| 1988      | Petro de Luanda        |                          |                      |                                                              |               |
| 1989–1990 | Não disputado          | Não disputado            | Não disputado        | Não disputado                                                | Não disputado |
| 1991      | Primeiro de Agosto     |                          |                      |                                                              |               |
| 1992      | Primeiro de Agosto     |                          |                      |                                                              |               |
| 1993      | Petro de Luanda        |                          |                      |                                                              |               |
| 1994      | Petro de Luanda        |                          |                      |                                                              |               |
| 1995      | Independente de Tômbua |                          |                      |                                                              |               |
| 1996      | ASA                    |                          |                      |                                                              |               |
| 1997      | Primeiro de Agosto     |                          |                      |                                                              |               |
| 1998      | Primeiro de Agosto     |                          |                      |                                                              |               |
| 1999      | Primeiro de Agosto     | 2–2, 4–0                 | Petro de Luanda      |                                                              | [ 2 ]         |
| 2000      | Primeiro de Agosto     | 0–0, 3–0                 | Sagrada Esperança    |                                                              | [ 3 ]         |
| 2001      | Interclube             | 1–1, 1–0                 | Petro de Luanda      | Estádio da Cidadela                                          | [ 4 ] [ 5 ]   |
| 2002      | Petro de Luanda        | 5–1, 1–1                 | Atlético do Namibe   |                                                              | [ 6 ]         |
| 2003      | ASA                    | 1–1, 0–0 (pro) 4–2 (pen) | Petro de Luanda      | Estádio da Cidadela                                          | [ 7 ] [ 8 ]   |
| 2004      | ASA                    | 4–1, 1–0                 | Interclube           | Estádio da Cidadela, ?                                       | [ 9 ] [ 10 ]  |
| 2005      | ASA                    | 3–1, 2–0                 | Desportivo Sonangol  | Estádio da Cidadela, Estádio Joaquim Morais                  | [ 11 ] [ 12 ] |
| 2006      | ASA                    | 0–0, 2–1                 | Sagrada Esperança    | Estádio da Cidadela, Estádio 1.º de Maio                     | [ 13 ] [ 14 ] |
| 2007      | Benfica de Luanda      | 1–3, 1–2                 | Primeiro de Agosto   | ?, Estádio dos Coqueiros                                     | [ 15 ]        |
| 2008      | Interclube             | 1–0, 2–1                 | Primeiro de Maio     | Estádio Municipal Edelfrides Costa, ?                        | [ 16 ] [ 17 ] |
| 2009      | Santos FC Angola       | 2–0, 1–2                 | Petro de Luanda      | Estádio dos Coqueiros, Estádio da Cidadela                   | [ 18 ] [ 19 ] |
| 2010      | Primeiro de Agosto     | 2–1, 1–1                 | Petro de Luanda      | Estádio da Cidadela                                          | [ 20 ] [ 21 ] |
| 2011      | ASA                    | 0–0, 1–0                 | Interclube           | Estádio da Cidadela                                          | [ 22 ] [ 23 ] |
| 2012      | Interclube             | 1–0, 1–1                 | Recreativo do Libolo | Estádio Municipal de Calulo, Estádio 22 de Junho             | [ 24 ]        |
| 2013      | Petro de Luanda        | 1–0, 1–1                 | Recreativo do Libolo | Estádio Nacional 11 de Novembro, Estádio Municipal de Calulo | [ 25 ]        |
| 2014      | Kabuscorp              | 3–1                      | Petro de Luanda      | Estádio Nacional 11 de Novembro                              | [ 26 ]        |
| 2015      | Recreativo do Libolo   | 0–0 (pro) 4–2 (pen)      | Benfica de Luanda    | Estádio dos Coqueiros                                        | [ 27 ] [ 28 ] |
| 2016      | Recreativo do Libolo   | 6–0                      | Bravos do Maquis     | Estádio dos Coqueiros                                        | [ 29 ]        |
| 2017      | Primeiro de Agosto     | 1–0                      | Recreativo do Libolo | Estádio dos Coqueiros                                        | [ 30 ]        |
| 2018      | Não disputado          | Não disputado            | Não disputado        | Não disputado                                                | [ 31 ]        |
| 2019      | Primeiro de Agosto     | 0–1, 2–0                 | Desportivo da Huíla  | Estádio do Ferroviário, Estádio dos Coqueiros                | [ 32 ]        |
| 2020      | Não disputado          | Não disputado            | Não disputado        | Não disputado                                                | [ 33 ]        |
| 2021      | Anulado                | Anulado                  | Anulado              | Anulado                                                      | [ 34 ] [ 35 ] |
| 2022      | Desportivo da Huíla    | 0–0 (pro) 3–1 (pen)      | Petro de Luanda      | Estádio Mártires da Canhala                                  | [ 36 ]        |
| 2023      | Petro de Luanda        | 1–0                      | Académica do Lobito  | Estádio Nacional de Ombaka                                   | [ 37 ]        |
| 2024      | Petro de Luanda        | 1–1 (pro) 5–4 (pen)      | Bravos do Maquis     | Estádio Nacional da Tundavala                                | [ 38 ]        |

### Títulos por clube e por província
| Clube                  | Títulos | Vices | Anos campeão                                         | Anos vice                                      |
| ---------------------- | ------- | ----- | ---------------------------------------------------- | ---------------------------------------------- |
| Primeiro de Agosto     | 9       | 1     | 1991, 1992, 1997, 1998, 1999, 2000, 2010, 2017, 2019 | 2007                                           |
| Petro de Luanda        | 8       | 8     | 1987, 1988, 1993, 1994, 2002, 2013, 2023, 2024       | 1999, 2001, 2003, 2005, 2009, 2010, 2014, 2022 |
| ASA                    | 6       | 0     | 1996, 2003, 2004, 2005, 2006, 2011                   |                                                |
| Interclube             | 4       | 2     | 1986, 2001, 2008, 2012                               | 2004, 2011                                     |
| Recreativo do Libolo   | 2       | 3     | 2015, 2016                                           | 2012, 2013, 2017                               |
| Primeiro de Maio       | 1       | 1     | 1985                                                 | 2008                                           |
| Benfica de Luanda      | 1       | 1     | 2007                                                 | 2015                                           |
| Desportivo da Huíla    | 1       | 1     | 2022                                                 | 2019                                           |
| Independente de Tômbua | 1       | 0     | 1995                                                 |                                                |
| Santos FC Angola       | 1       | 0     | 2009                                                 |                                                |
| Kabuscorp              | 1       | 0     | 2014                                                 |                                                |
| Sagrada Esperança      | 0       | 2     |                                                      | 2000, 2006                                     |
| Bravos do Maquis       | 0       | 2     |                                                      | 2016, 2024                                     |
| Atlético do Namibe     | 0       | 1     |                                                      | 2002                                           |
| Académica do Lobito    | 0       | 1     |                                                      | 2023                                           |

| Província   | Títulos | Vices |
| ----------- | ------- | ----- |
| Luanda      | 30      | 12    |
| Cuanza Sul  | 2       | 3     |
| Benguela    | 1       | 2     |
| Huíla       | 1       | 1     |
| Namibe      | 1       | 1     |
| Lunda Norte | 0       | 2     |
| Moxico      | 0       | 2     |